# Naftole
Naftole (ang. naphthol od naphtha nafta + -ol końcówka charakterystyczna dla związków zawierających grupę –OH) – związki organiczne, fenolowe pochodne naftalenu, których cząsteczki zawierają jedną lub więcej grup hydroksylowych.
Największe znaczenie mają dwa izomeryczne naftole:
- 1-naftol (α-naftol)
- 2-naftol (β-naftol)

Występują w postaci bezbarwnej lub żółtawych kryształów, o zapachu podobnym do fenolu. Źle rozpuszczają się w wodzie, dobrze w alkoholu etylowym i eterze. Są trujące. Otrzymywane są z kwasów naftalenosulfonowych.
Stosowane głównie w farbiarstwie i do produkcji insektycydów, β-naftol także w dermatologii (antyseptyk), perfumerii, jako surowiec w przemyśle farmaceutycznym, jako środek konserwujący oraz wskaźnik fluorescencyjny. Ważne znaczenie, głównie w farbiarstwie, mają wielofunkcyjne pochodne naftalenodioli.